# Syllepte elphegalis
Syllepte elphegalis là một loài bướm đêm trong họ Crambidae.